# 七飯町立大沼岳陽学校
七飯町立大沼岳陽学校（ななえちょうりつおおぬまがくようがっこう）は、北海道亀田郡七飯町上軍川にある公立の小中一貫義務教育学校である。

## 概要
- 大沼中学校と大沼・軍川・東大沼の3小学校を統合した学校で、道南地区初の義務教育学校となる。
- 開校時点（2020年5月1日時点）の在籍者数は、前期課程（小学校）74名、後期課程（中学校）49名の計123名。

## 沿革
- 2019年（平成31年）3月11日 -　校名を「大沼岳陽学校」と決定[1][2]。
- 2020年（令和2年）
  - 4月1日 - 開校。
  - 4月6日 - 午前は入校セレモニー・着任式と始業式が、午後は第1回入学式が挙行された[3][4]。

## 教育目標
- 「創る」（知） - 自ら進んで学ぶ創造性豊かな子ども
- 「鍛える」（体） - 心身共に健康で明るい子ども
- 「思いやる」（徳） - 周りの人を幸せにできる子ども

## 在籍者数
出典
前期課程
| 学年 | 1年 （小1） | 2年 （小2） | 3年 （小3） | 4年 （小4） | 5年 （小5） | 6年 （小6） | 特別支援 | 合計 |
| ---- | ----------- | ----------- | ----------- | ----------- | ----------- | ----------- | -------- | ---- |
| 学級 | -           | -           | -           | -           | -           | -           | -        | -    |
| 児童 | 9           | 12          | 9           | 9           | 15          | 13          | 不明     | 67   |

後期課程
| 学年 | 7年 （中1） | 8年 （中2） | 9年 （中3） | 特別支援 | 合計 |
| ---- | ----------- | ----------- | ----------- | -------- | ---- |
| 学級 | -           | -           | -           | -        | -    |
| 生徒 | 19          | 14          | 16          | 不明     | 49   |

- 特別支援学級在籍者は、前期課程・後期課程合わせて6名。
- 2024年（令和6年）5月1日時点

## 通学地域
- 字大沼町・字上軍川・字軍川・字東大沼・字西大沼

## 周辺
- 人家がある程度

## アクセス
- JR函館本線大沼公園駅から、徒歩約1.75km・約27分。